# Lütfiye Sultan
Lütfiye Sultan (20. března 1910 Palác Dolmabahçe, Istanbul – 11. června 1997 Rijád, Saúdská Arábie) byla osmanská princezna. Byla dcerou korunního prince Şehzade Mehmed Ziyaeddina a vnučka sultána Mehmeda V.

## Mládí
Lütfiye Sultan se narodila 20. března 1910 v paláci Dolmabahçe. Jejím otcem byl Şehzade Mehmed Ziyaeddin a matkou Perizad Hanım. Byla šestým dítětem a pátou dcerou svého otce a druhým dítětem své matky. Měla o dva roky starší sestru Hayriye Sultan, se kterou měla oba rodiče stejné. Byla vnučkou sultána Mehmeda V. a jedné z jeho manželek, Kamures Kadın.
Podle své palácové učitelky Safiye Ünüvar byla krásná blonďatá dívka, stejně jako její matka a sestra. Na rozkaz jejího dědy sultána Mehmeda V. začala své studium spolu se sestrou v roce 1915. Nejdříve se učily z koránu, poté se věnovaly dalším oborům.
Později během vlády jejího dědy se s rodiči, sestrou a učitelkou přesunuli do vily v Haydarpaša. Po nuceném exilu celé Osmanské dynastie v březnu roku 1924 se s rodinou usadila v Alexandrii v Egyptě.

## Manželství
Lütfiye se 3. června 1932 v Alexandrii provdala za Hasana Kemala Beye. Rok po svatbě se páru 7. května 1933 narodil syn Sultanzade Ahmed Reşid Bey, který zemřel v roce 1958 ve věku 25 let. Přesně o rok později se páru narodil druhý syn, Sultanzade Reşad Bey, který zemřel ve věku 78 let v lednu 2014. Třetím dítětem a jedinou dcerou byla Perizad Hanımsultan. Pár žil později i s dětmi v Káhiře.
Lütfiye ovdověla v roce 1958.

## Smrt
Lütfiye Sultan zemřela 11. června 1997 ve věku 87 let v Rijádu v Saúdské Arábii. Byla pohřbena v mauzoleu svého dědy Mehmeda V. na Eyüpském hřbitově v Istanbulu.